# 王马
王马（？—1337年），元朝後期黎族起事首领，海南岛琼山县人。
王马因不堪朝廷在海南黎族地区的繁重征调，元文宗至顺二年（1331年），在琼山竖旗聚众，号召黎族反抗。与同時期的王官福、王周等呼应，相继攻陷会同、文昌、乐会、万州、南道州等州县，攻破南宁军、万安军、吉阳军等军事政治据点，并进攻海南最高的统治中心乾宁军民安抚司。元朝统治者命湖广行省左丞移剌四奴统领江西、湖广、福建等行省官兵赴海南镇压。王马凭险奋战，阻击官军。朝廷一再更换将领，都相继失利。花了大量兵力和钱财，直到五年后，元順帝至元三年（1337年），王马被捕處決，起事失败。